# Hydaticus pacificus
Hydaticus pacificus es una especie de escarabajo del género Hydaticus, familia Dytiscidae. Fue descrita científicamente por Aubé en 1838.
Habita en Asia meridional. Después del apareamiento, se ha observado que la hembra adulta deposita huevos individualmente en la superficie de Salvinia molesta. Los huevos recién puestos son de color blanco. Los huevos son elipsoides largos con una ligera convexidad en el lado ventral. El huevo mide aproximadamente 2,2 mm de largo.